# 王廣之
王廣之（425年—497年），字林之，南北朝沛郡相縣（今安徽省濉溪县西北）人。
年轻时善于弓马，有勇力。曾任南谯太守，有德声。宋明帝时，为宁朔将军，随征讨殷琰。三天后攻克合肥城。讨伐青州刺史沈文秀，攻占长广城。建平王劉景素反乱，他率军攻克京口，立功封宁都县子。任徐州刺史。
南齐建立，担任豫州刺史、江州刺史。帮助齐明帝杀死齐高帝、齐武帝后裔诸王，进封应城县公。建武四年（497年），王广之卒，谥号庄。追贈散騎常侍、車騎将軍。子王珍国。

## 传記資料
- 《南齐书》卷29 列傳第10
- 《南史》卷46 列傳第36

## 延伸阅读
[在维基数据编辑]
 《南齊書·卷29》，出自萧子显《南齊書》
 《南史·卷46》，出自李延壽《南史》

1. ↑  《宋書·順帝紀》：〔昇明元年〕十二月丁巳，以驍騎將軍王廣之為徐州刺史。
2. ↑  《南齊書·武帝紀》：〔永明四年〕九月甲寅，以征虜將軍王廣之為徐州刺史。
3. ↑  《南齊書·海陵王本紀》：八月甲辰，以新除衞尉蕭諶為中領軍，司空王敬則進位太尉，新除車騎大將軍陳顯達為司空，尚書左僕射王晏為尚書令，左衞將軍王廣之為豫州刺史，驃騎大將軍鄱陽王鏘為司徒。
4. ↑  《南齊書·明帝紀》：建武元年冬十月……太尉王敬則為大司馬，司空陳顯達為太尉，尚書令王晏加驃騎大將軍，中領軍蕭諶為領軍將軍、南徐州刺史，皇子寶義為揚州刺史，中護軍王玄邈為南兖州刺史，新除右將軍張瓌為右光祿大夫，平北將軍王廣之為江州刺史。